# Б'алам-Не'н
Б'алам-Не'н(д/н — 532) — ахав Шукуупа у 524—534 роках. Ім'я перекладається як «Ягуар-Дзеркало».

## Життєпис
Ймовірно був сином Муяль-Холя. Церемонія інтронізації відбулася в день 9.4.9.17.0, 5 Ахав 8 Яшк'ін (6 серпня 524 року). У день 9.4.10.0.0, 12 Ахав 8 Моль (26 серпня 524 року) Б'алам-Не'н встановив повнофігурну стелу 15, на якій перераховані закінчення деяких попередніх періодів, починаючи з додинастичної епохи.
Б'алам-Не'н посмертно згадується на стелі 16 з Караколя, встановленої з нагоди закінчення к'атуна 9.5.0.0.0, 11 Ахав 18 Сек (5 липня 534 року). Текст на цьому монументі здебільшого складається з перерахування осіб, пов'язаних з династією К'анту. Також в його часи частково проведені значні реконструкції в Акрополі.